# Гартнарт II
Гартнарт II (гэльск. Gartnait mac Domelch) — король пиктов в 584 — 599 годах.

## Биография
«Хроника пиктов» сообщает о том, что Гартнарт II стал королём в 584 году после смерти Бруде I. Это подтверждают и ирландские анналы. «Анналы Тигернаха» повествуют о смерти Гартнарта в 599 году. Его преемником стал Нехтон II.
Некоторые источники ассоциируют Гартнарта II с основанием монастыря в Абернети, хотя есть варианты и с Нехтоном II, и с Нехтоном I.
Возможно, Гартнарт II был сыном Айдана. О’Рахилли опроверг это утверждение, так как в ирландских анналах он называется «сыном Домелха».
Историк Фрейзер назвал существование Гартнарта «генеалогической фикцией», созданной в начале VIII века для поддержания амбиций Гартнарта Сенила, который пытался установить свою власть в Кинтайре.